# Sicherheitsprüfung (Kfz)
Die  Sicherheitsprüfung (Kfz) (SP) ist eine Sicht-, Wirkungs- und Funktionsprüfung bei Nutzkraftwagen (Nkw) in Deutschland.
Folgende Fahrzeugbaugruppen werden dabei einer Prüfung unterzogen:
- Fahrgestell, Fahrwerk, Verbindungseinrichtung
- Lenkung
- Reifen, Räder
- Bremsanlage
- Schließkräfte an fremdkraftbetätigten Türen

Werden bei den Prüfungen der Fahrzeuge darüber hinaus Mängel festgestellt, sind diese ins Prüfprotokoll aufzunehmen. Der Fahrzeughalter bzw. sein Beauftragter ist für die Behebung der Mängel verantwortlich.

## Prüffristen
Die SP wird abhängig von der Fahrzeugklasse zwischen den jeweils fälligen Hauptuntersuchungen durchgeführt.

### Lastkraftwagen mit einem zulässigen Gesamtgewicht > 7,5 t ≤ 12 t
- erste Prüfung: 42 Monate nach der Erstzulassung
- dann immer 6 Monate nach der letzten Hauptuntersuchung

### Lastkraftwagen mit einem zulässigen Gesamtgewicht > 12 t
- erste Prüfung: 30 Monate nach der Erstzulassung
- dann immer 6 Monate nach der letzten Hauptuntersuchung

### Kraftomnibusse mit mehr als acht Fahrgastplätzen
- erste Prüfung: 6 Monate nach der ersten Hauptuntersuchung
- zweite Prüfung: 6 Monate nach der zweiten Hauptuntersuchung
- ab der dritten Hauptuntersuchung alle drei Monate. Entfällt zum Termin der Hauptuntersuchung

### Anhänger mit einem zulässigen Gesamtgewicht > 10 t
- erste Prüfung: 30 Monate nach der Erstzulassung
- dann immer 6 Monate nach der letzten Hauptuntersuchung

## Zuteilung der Prüfmarke

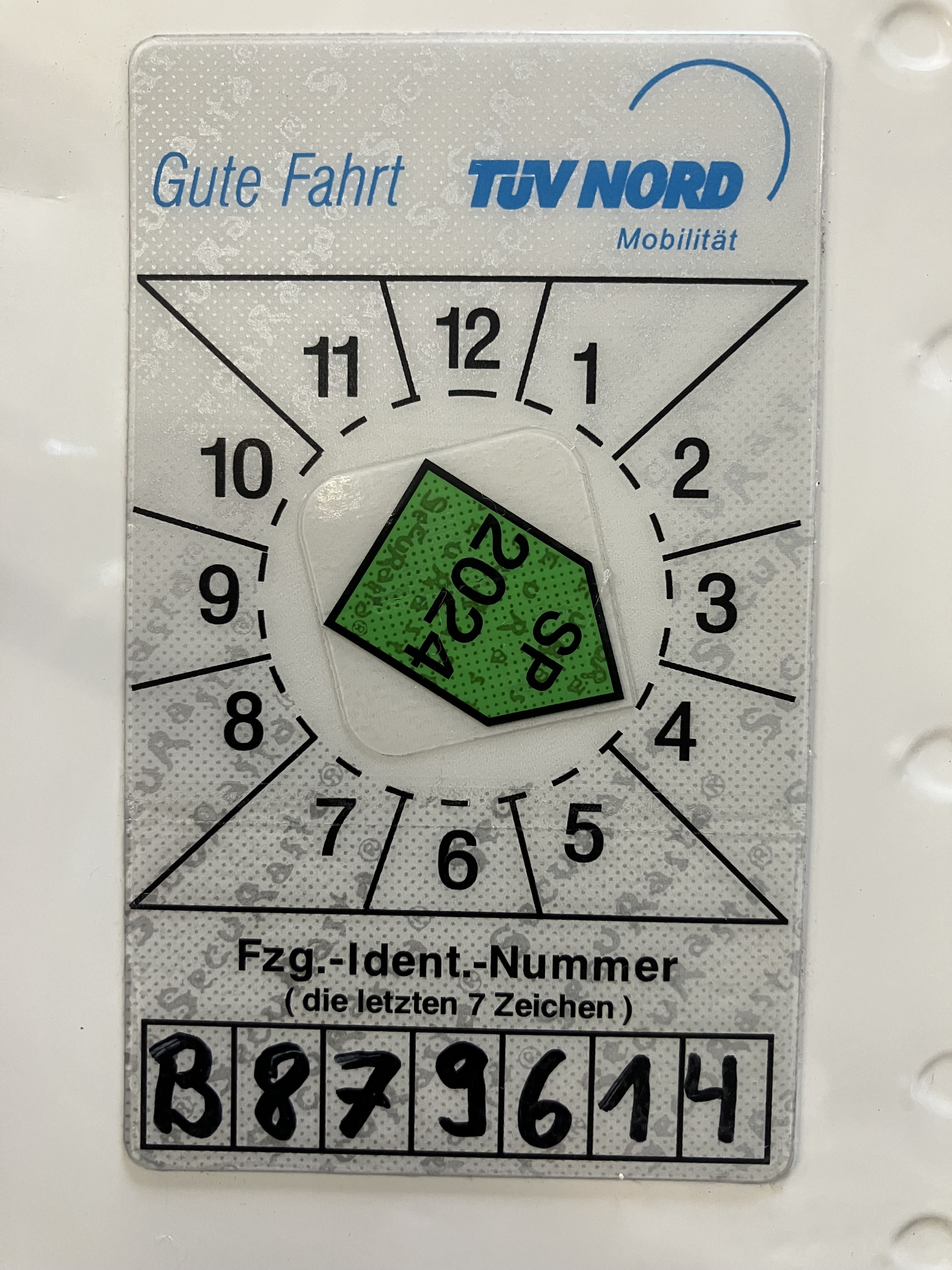
SP Prüfmarke auf Plakettenträger am Fahrzeugheck eines Lkw.

Ist das Fahrzeug ohne Mängel, so wird die Prüfmarke erteilt. Die Prüfmarke wird hinten links am Fahrzeugheck auf der Prüfplakette angebracht. Der Pfeil der Marke zeigt auf den Monat, in dem das Fahrzeug wieder zur SP vorgeführt werden muss. Auf der Prüfplakette sind die letzten sieben Ziffern/Zeichen der Fahrzeug-Ident.-Nummer vermerkt.
Die Farbkennzeichnungen der Prüfmarke sind gleich den Farben der Plaketten für HU:
| 2009 | 2015 | 2021 | 2027 | usw. |
| 2010 | 2016 | 2022 | 2028 | usw. |
| 2011 | 2017 | 2023 | 2029 | usw. |
| 2012 | 2018 | 2024 | 2030 | usw. |
| 2013 | 2019 | 2025 | 2031 | usw. |
| 2014 | 2020 | 2026 | 2032 | usw. |
Das SP-Schild muss mit der Fahrzeug-Identifizierungsnummer beschriftet werden, am besten mit einem dokumentenechten Permanentschreiber. Diese Beschriftung muss durch eine Schutzfolie gesichert werden. Wird die Schutzfolie abgelöst, muss sich das Feld „Fzg.-Ident.-Nummer“ so zerstören, dass eine Wiederverwendung auch unter Korrekturen nicht möglich ist.
Das SP-Schild ist gut sichtbar am Fahrzeugheck in Fahrtrichtung hinten links anzubringen. Die Anbringungshöhe ist so zu wählen, dass sich die Oberkante des SP-Schildes mindestens 300 mm und maximal 1.800 mm über der Fahrbahn befindet. Die rechte Kante des SP-Schildes darf nicht mehr als 800 mm vom äußersten Punkt des hinteren Fahrzeugumrisses entfernt sein. Davon kann nur abgewichen werden, wenn die Bauart des Fahrzeugs diese Anbringung nicht zulässt.
Die Prüfmarke ist auf der Kreisfläche oder in dem Haltering des SP-Schildes so anzubringen, dass die Pfeilspitze auf den Monat zeigt, in dem das Fahrzeug zur nächsten Sicherheitsprüfung nach den Vorschriften der Anlage VIII vorzuführen ist.

## Mängelbeseitigung
Wurde die Prüfmarke aufgrund von Mängeln dem Fahrzeug nicht zugeteilt, so sind die Mängel unverzüglich zu beheben. Das Fahrzeug ist innerhalb eines Monats zu einer Nachprüfung vorzuführen.

## Fristüberschreitung bei Fälligkeit der SP
Grundsätzlich ist die SP in dem Monat durchzuführen, der auf der Plakette angegeben ist.
Eine Fristverlängerung um vier Wochen ist möglich, wenn das Fahrzeug rechtzeitig zur SP angemeldet wurde, die beauftragte Werkstatt aber wegen zu hohem Auftragsvolumen diese nicht fristgerecht durchführen konnte. Ansonsten muss zusätzlich zur SP eine HU durchgeführt werden. Des Weiteren darf die SP auch einen Monat vorgezogen werden ohne Laufzeiteinbußen.
Als Bsp.: Die SP ist im Monat Mai fällig und das Fahrzeug wird im April zur SP vorgestellt, dann wird die Prüfmarke auf Mai datiert, das Gleiche gilt in dem Fall für die planmäßige Überziehung um einen Monat, sprich in diesem Beispiel SP wird im Monat Juni durchgeführt, die Prüfmarke wird ebenfalls auf Mai datiert.